# Station Bråstad
Station Bråstad is een halte in het dorp Bråstad in de gemeente Arendal in het zuiden van Noorwegen. De halte is gelegen aan Arendalsbanen. 
Braastad werd in 1908 geopend als station. Het oorspronkelijke stationsgebouw was ontworpen door Paul Armin Due van het eigen architectenkantoor van NSB. In 1921 werd de naam aangepast naar Bråstad. Het gebouw werd in 1982 gesloopt, er resteert nog slechts een bescheiden wachthuisje.